# Oxynoemacheilus namiri
Oxynoemacheilus namiri е вид лъчеперка от семейство Balitoridae.

## Разпространение
Този вид е разпространен в Ливан, Сирия и Турция.